# Pomocellaria californica
Pomocellaria californica is een mosdiertjessoort uit de familie van de Candidae. De wetenschappelijke naam van de soort is voor het eerst geldig gepubliceerd in 1857 door Trask.